# Rhea Chakraborty

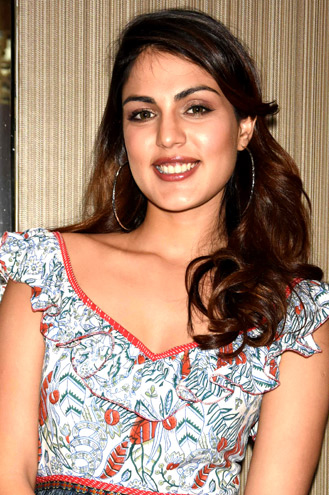
Rhea Chakraborty (2017)

Rhea Chakraborty (nascida a 1 de julho de 1992) é uma actriz indiana e VJ. Ela começou a sua carreira como VJ na MTV Índia. Ela fez a sua estreia como actriz com o filme telugu 2012 Tuneega Tuneega e mais tarde apareceu no filme Hindi Mere Dad Ki Maruti (2013).
Rhea começou a sua carreira na televisão em 2009 com a TVS Scooty Teen Diva da MTV Índia, onde foi a segunda colocada. Mais tarde, ela fez o teste para ser VJ na MTV Delhi e foi seleccionada. Ela já apresentou vários programas da MTV, incluindo Pepsi MTV Wassup, TicTac College Beat e MTV Gone in 60 Seconds.
Em 2012, estreou-se no cinema com o filme em telugu Tuneega Tuneega, onde interpretou a personagem Nidhi. Em 2013 ela estreou em Bollywood com Mere Dad Ki Maruti como Jasleen. Em 2014 ela interpretou o personagem de Sonali em Sonali Cable.
Em 2017 ela apareceu em Bank Chor da YRF . Ela também fez aparições em Half Girlfriend e Dobaara: See Your Evil. Em 2018 ela apareceu em Jalebi ao lado de Varun Mitra.